# 市川三郷町立三珠中学校
市川三郷町立三珠中学校（いちかわみさとちょうりつみたまちゅうがっこう）は、山梨県西八代郡市川三郷町にある公立中学校。

## 概要
市川三郷町北部、身延線の甲斐上野駅と芦川駅の中間線路沿い、笛吹川支流である芦川の右岸河岸段丘上の桑畑が広がる位置に立地する。
所在する町内上野には一瀬桑と呼ばれる桑の古木があり、かつて甲府盆地で盛んに行われた養蚕の発展に寄与した原木である。

## 歴史
1962年（昭和37年）に上野中学校と大塚中学校が統合して発足。その後、新校舎の落成と、2005年（平成17年）の改築を経て現在の姿に至っている。